# Henrik Borenius
Henrik Gustaf Borenius, född 11 februari 1840 i Borgå, död 22 maj 1909 i Vasa, var en finländsk jurist. 
Borenius blev student 1857, filosofie magister 1864 och juris kandidat 1873. Han tjänstgjorde sedan 1875 vid senatens justitiedepartement, blev 1881 sekreterare i prokuratorsexpeditionen, 1886 assessor i Viborgs hovrätt, 1887 prokuratorsadjoint, erhöll 1891 statsråds namn, heder och värdighet samt kallades 1892 till senator och ledamot av senatens justitiedepartement. 
Borenius tjänstgjorde såsom sekreterare i ett par viktiga kommittéer, i ständernas expeditionsutskott (1877–78) och lagutskott (1882) och satt 1885–88 såsom ledamot i lagberedningen. Han utgav 1890, på ryska, en samling aktstycken till belysning av storfurstendömet Finlands politiska ställning. Vid jubelfesten i Uppsala 1893 kreerades han till juris hedersdoktor. Borenius, som i den finländsk-ryska konflikten hörde till senatsmajoriteten, utnämndes 1902 till president i Vasa hovrätt. Han framträdde även såsom kompositör (bland annat Nylänningarnas marsch).